# Rolling release
Rolling release è una  locuzione che identifica una modalità di aggiornamento software di un sistema operativo.
Le distribuzioni GNU/Linux "rolling-release" o anche "a rilascio continuo" sono chiamate in questo modo quando l'aggiornamento è continuo e non richiede l'installazione periodica di versioni più recenti del sistema operativo. Nella pratica, tali sistemi vengono installati una sola volta e continuamente aggiornati a tempo indeterminato.
L'espressione viene utilizzata in relazione ad alcune distribuzioni GNU/Linux come Kali Linux, Arch Linux, Parabola GNU/Linux-libre, Gentoo Linux, Calculate Linux, Debian (relativamente al ramo di sviluppo Sid), PCLinuxOS, Clear Linux, Chakra, Sabayon Linux, Linux Mint Debian Edition, OpenMandriva, openSUSE, ROSA Linux, Manjaro Linux, Semplice Linux, Void Linux, SparkyLinux.